# (13711) 1998 QB26
(13711) 1998 QB26 est un astéroïde de la ceinture principale d'astéroïdes découvert en 1998.

## Description
(13711) 1998 QB26 a été découvert le 25 août 1998 à Višnjan, une municipalité située dans le comitat d'Istrie en Croatie, par l'Observatoire de Višnjan.

### Caractéristiques orbitales
L'orbite de cet astéroïde est caractérisée par un demi-grand axe de 2,40 UA, un périhélie de 1,84 UA, une excentricité de 0,23 et une inclinaison de 1,92° par rapport à l'écliptique. Du fait de ces caractéristiques, à savoir un demi-grand axe compris entre 2 et 3,2 UA et un périhélie supérieur à 1,666 UA, il est classé, selon la JPL Small-Body Database, comme objet de la ceinture principale d'astéroïdes.

### Caractéristiques physiques
(13711) 1998 QB26 a une magnitude absolue (H) de 14,7 et un albédo estimé à 0,377.